# Estação Les Sablons
Les Sablons é uma estação da linha 1 do Metrô de Paris, localizada na comuna de Neuilly-sur-Seine.

## Localização
A estação se situa na avenue Charles-de-Gaulle, em Neuilly, ao nível da rue Louis-Philippe e da rue d'Orléans.

## História

### Origem do nome
A estação leva o nome da planície de Les Sablons, onde se encontravam pedreiras de areia utilizadas para extrair a areia necessária para as obras parisienses. Ela porta como subtítulo Jardin d'Acclimatation, nome do parque de lazer e de comodidade localizado nas proximidades, no Bois de Boulogne, anexado à cidade de Paris desde 1929.
A estação foi aberta em 1937 na ocasião da extensão da linha entre Porte Maillot e Pont de Neuilly, construída sob a avenue de Neuilly tornada avenue Charles de Gaulle.

### Automatização
Como parte da modernização e automatização da Linha 1, a estação Les Sablons foi renovada em 2008-2009. As plataformas foram descaroçadas e levantadas; elas foram equipados com portas de plataforma durante o verão de 2009.

### Frequência
Em 2012, 5 414 666 passageiros foram contados nesta estação. Ela viu entrar 5 439 982 passageiros em 2013, o que a coloca na 70ª posição das estações de metrô por sua frequência.

## Serviços aos passageiros

### Acessos
1. Lado par da avenue Charles-de-Gaulle (ao norte):
- 52, avenue Charles-de-Gaulle (para a rue Berteaux-Dumas e a place du Marché);
- 70, avenue Charles-de-Gaulle (para a rue Louis-Philippe, servindo o supermercado Monoprix-Sablons e a agência dos correios Neuilly-Sablons, e para o trecho norte da rue d'Orléans).

2. Lado ímpar da avenue Charles de Gaulle (ao sul):
- 85, avenue Charles-de-Gaulle;
- 103, avenue Charles-de-Gaulle (para o trecho sul da rue d'Orléans em direção ao Jardin d'acclimatation e da Fondation Louis Vuitton).

### Plataformas
Les Sablons é uma estação de configuração padrão: ela possui duas plataformas laterais separadas pelos vias do metrô e a abóbada é elíptica. A decoração é o estilo usado para a maioria das estações de metrô: as faixas de iluminação são brancas e arredondadas no estilo "Gaudin" da renovação do metrô da década de 2000, e as telhas em cerâmica brancas biseladas recobrem os pés-direitos, os tímpanos e as saídas dos corredores. A abóbada é revestida e pintada em branco. Os quadros publicitários são em cerâmica branca e o nome da estação é inscrito na fonte Parisine em painéis retroiluminados incorporados em caixões recortados de madeira. As plataformas estão equipadas com bancos e portas de aterragem "Akiko" vermelhas.

### Intermodalidade
A estação é servida pela linha de ônibus 73 da rede de ônibus RATP e, à noite, pelas linhas N11 e N24 da rede de ônibus Noctilien.

## Pontos turísticos
- Uma das saídas leva à sede do canal privado de televisão M6, 89, avenue Charles-de-Gaulle.
- Os assentos e estúdios das estações de rádio: Fun Radio, RTL e RTL2, 56, avenue Charles-de-Gaulle.
- Ao norte do Bois de Boulogne, o Jardin d'Acclimatation e a Fondation Louis Vuitton.
- Ao norte da estação, a igreja de Saint-Pierre de Neuilly-sur-Seine e a prefeitura de Neuilly-sur-Seine.

Galeria de fotografias
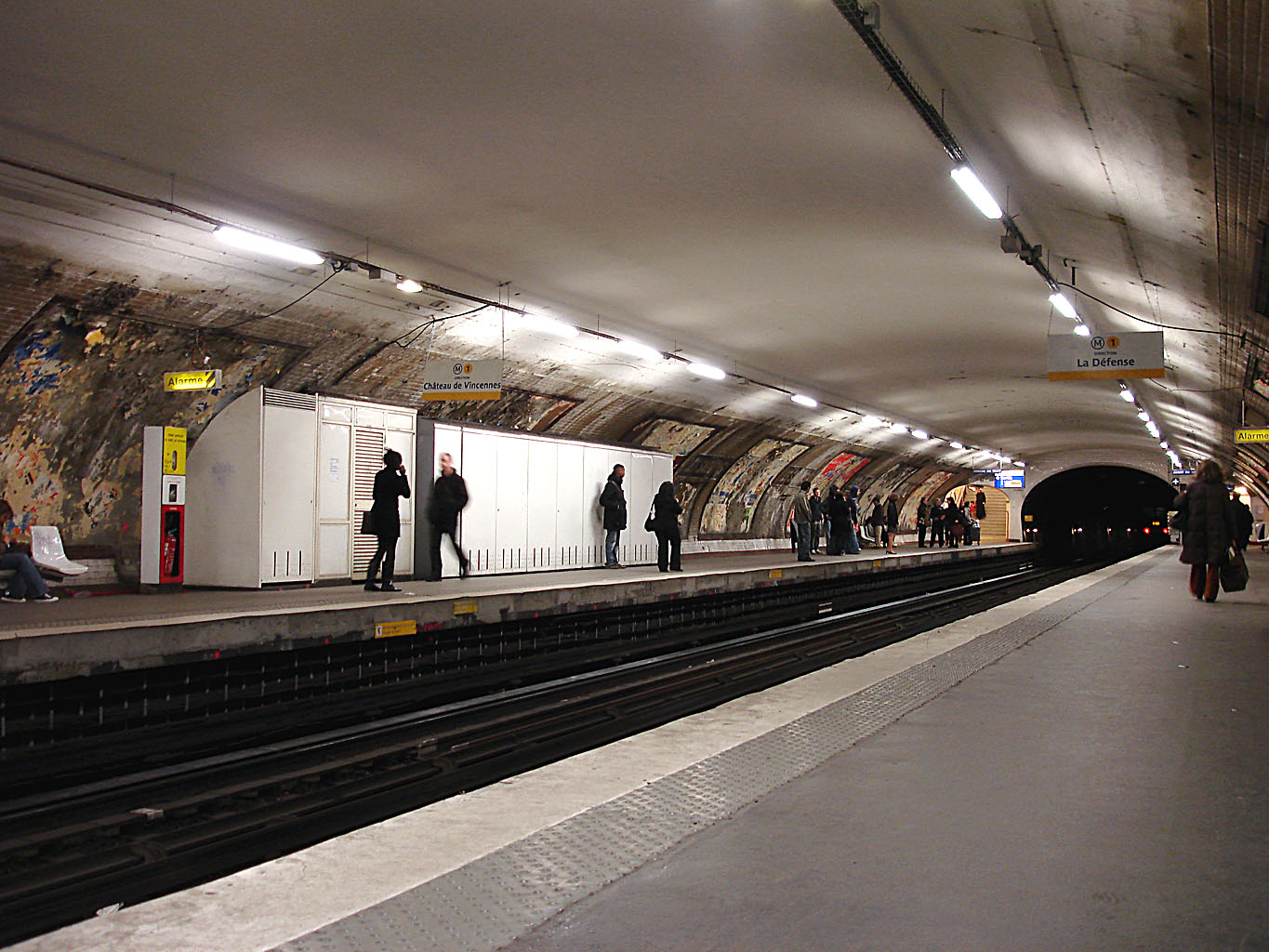
A estação após seu descaroçamento, antes da mudança das telhas em 2008.
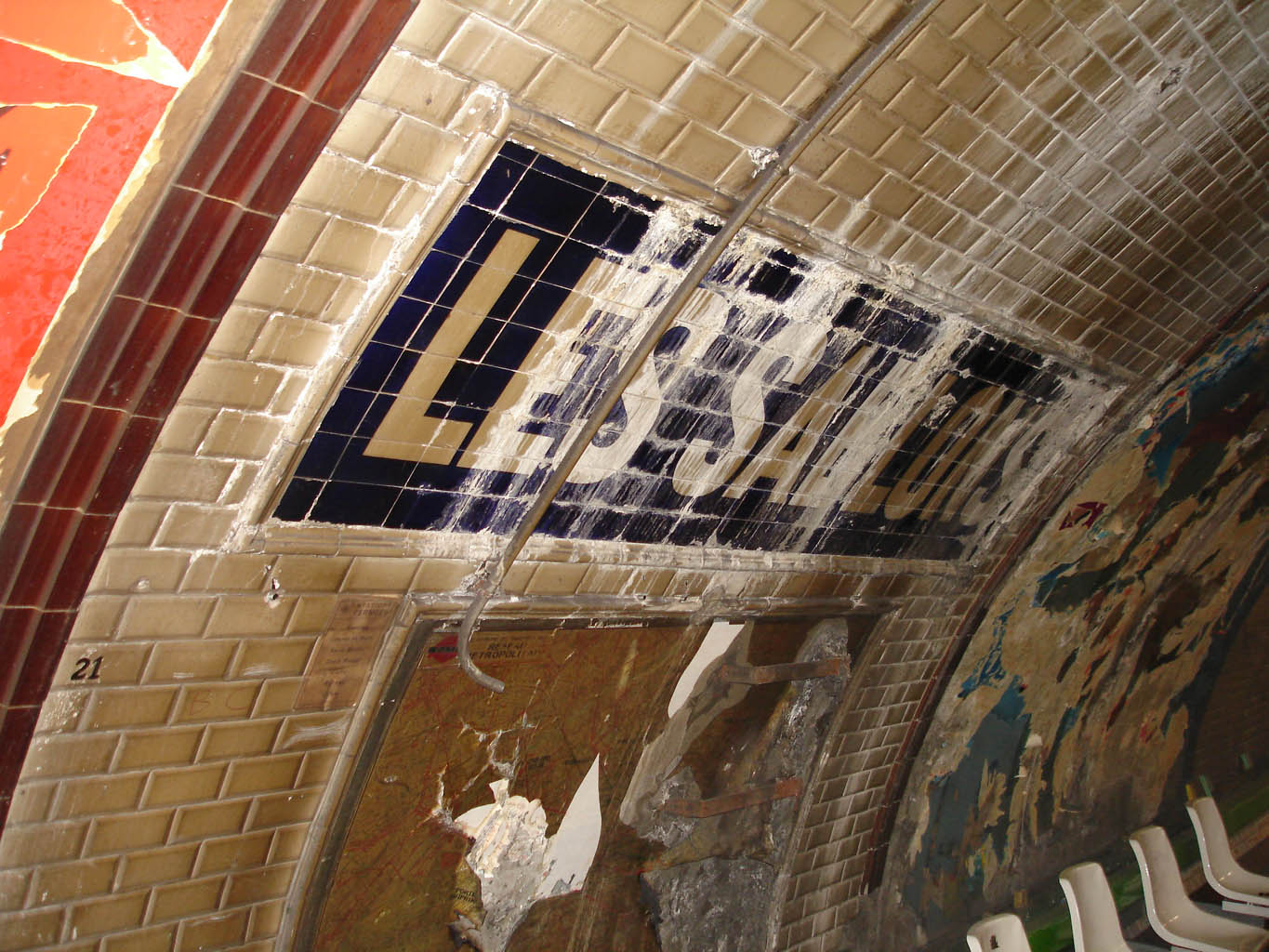
O nome da estação em telhas, após seu descaroçamento e antes de sua renovação.
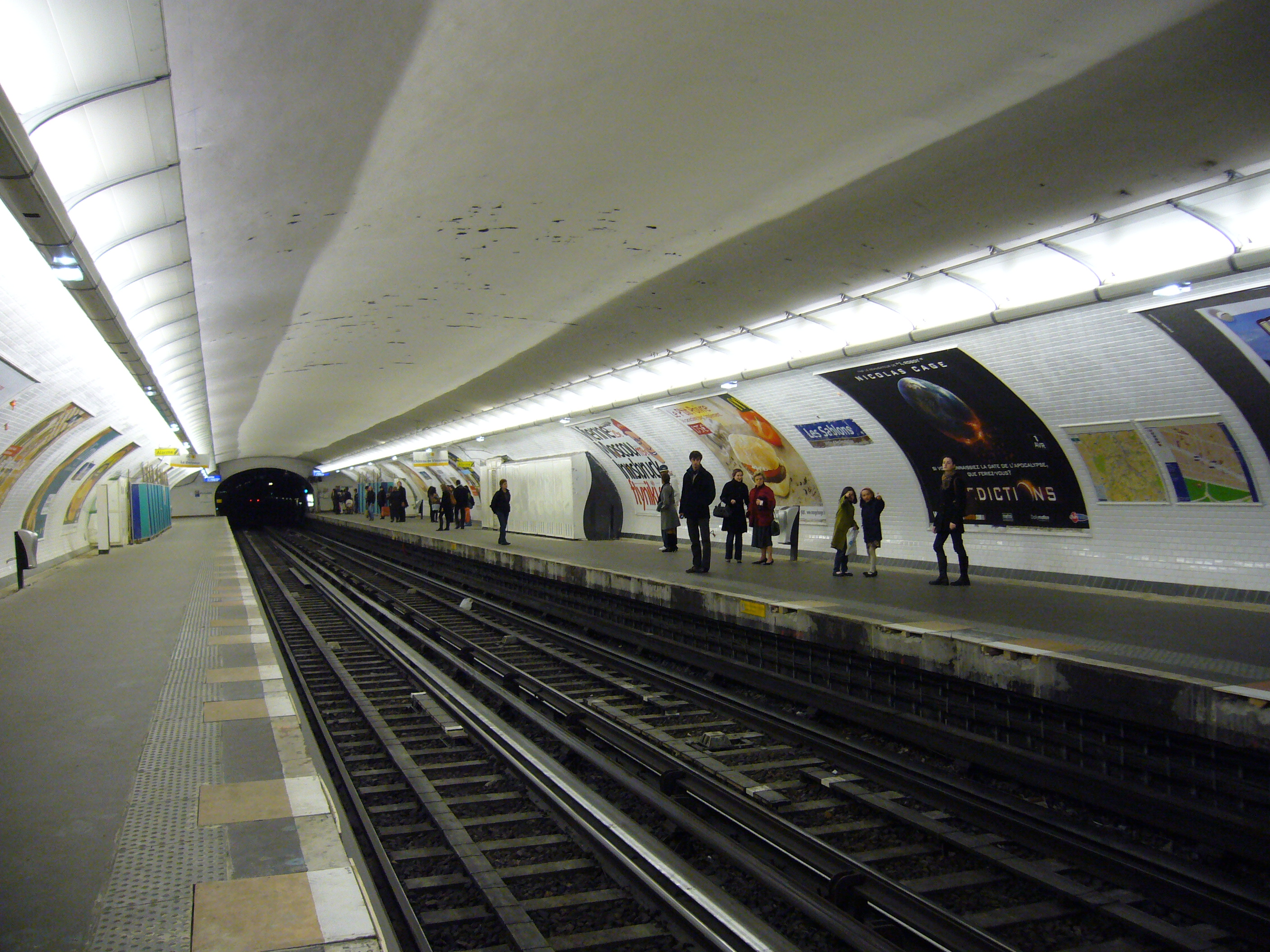
As plataformas renovadas da estação, em construção para a instalação das portas de plataforma.
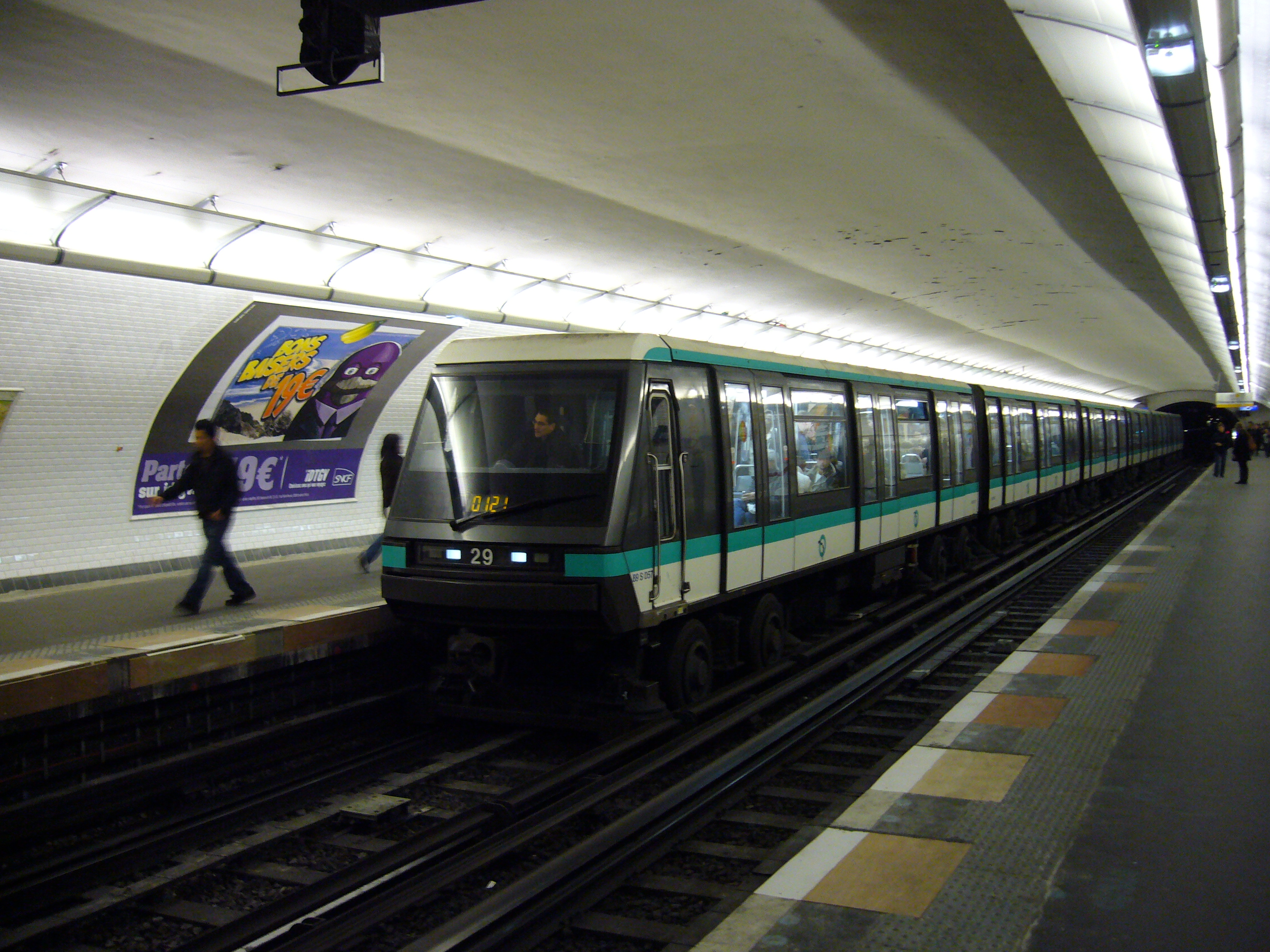
Um MP 89 na plataforma da estação renovada.